# 3-メルカプトピルビン酸
3-メルカプトピルビン酸（3-Mercaptopyruvic acid ）は、システイン代謝の中間体である。